# Ом Юн Чхоль
Ом Юн Чхоль  (кор. 엄윤철, 18 листопада 1991) — північнокорейський важкоатлет, олімпійський чемпіон та медаліст, триразовий чемпіон світу, чемпіон Азії та Азійських ігор.

## Виступи на Олімпіадах
| Олімпіада   | Вагова категорія | Місце |
| ----------- | ---------------- | ----- |
| Лондон 2012 | до 56 кг         | 1     |
| Ріо 2016    | до 56 кг         | 2     |